# Међународна година здравља биља
У децембру 2018. године, Генерална скупштина Уједињених нација усвојила је Резолуцију којом је 2020. година проглашена Међународном годином здравља биља (енгл. International Year of Plant Health - IYPH). Сврха Међународне године здравља биља је била подизање глобалне свести о томе како заштита здравља биљака може помоћи у заустављању глади, смањењу сиромаштва, заштити животне средине и подстицању економског развоја.
Због прекида планираних активности током 2020. године, неке активности Међународне године здравља биља су настављене и у наредној години, укључујући декларацију Службе за инспекцију здравља животиња и биља Министарства пољопривреде Сједињених Америчких Држава којом је април 2021. проглашен Месецом свести о инвазивним биљним штеточинама и болестима за САД. Европска и медитеранска организација за заштиту биља промовисала је оригиналну кампању подизања свести са маскотом Beastie the Bug која је путовала у 44 земље упркос ограничењима путовања повезаним са ковид-19.
Продужени распоред ММФ-а трајао је до јула 2021. године и увелико је повећао медијску покривеност и број информисане јавности, на широком спектру језика.
Као наслеђе Међународне године здравља биља, међународна заједница ће обележавати Међународни дан здравља биља (енгл. International Day of Plant Health - IDPH) 12. маја сваке године.